# Stephanie Topp
Stephanie Topp (ur. 15 lipca 1979) – australijska judoczka.
Uczestniczka mistrzostw świata w 2003. Srebrna medalistka mistrzostw Oceanii w 2003 i 2004. Mistrzyni Australii w 2003 roku.